# Harold Langmead Taylor Taswell
Harold Langmead Taylor Taswell (* 14. Februar 1910; † 1992) war ein südafrikanischer Diplomat.

## Leben
Harold Langmead Taylor Taswell war der Sohn von Helen Gertrude Simkins und Stephen Langmead Taylor Taswell. Er besuchte das Christian Brothers' College, Mount Edmund in Pretoria und studierte an der Universität Kapstadt.
1940 war er Attaché an der Gesandtschaft in Den Haag. Von 1940 bis 1946 war er Vizekonsul in New York City, wo er am 13. Juli 1940 Vera Blytt heiratete. Von 1946 bis 1949 war er Konsul in Elisabethville in Belgisch-Kongo. Von 1951 bis 1956 wurde er an der Botschaft in Washington, D.C. beschäftigt. Von 1956 bis 1959 war er Generalkonsul in Luanda. Von 1. Februar 1959 bis 31. Mai 1961 war er Hochkommissar (Commonwealth) in Rhodesien und Nyasaland. Von 9. Februar 1965 bis 18. August 1971 war er Botschafter in Washington, D.C. Am 6. Juni 1966 hielt Robert F. Kennedy eine Rede an der Universität Kapstadt vor der National Union of South African Students, einer emanzipativen Studentenbewegung zum Tag der Forschungsfreiheit und der Freiheitsrechte. (Day of Affirmation Address). Kennedy konsultierte Harold Langmead Taylor Taswell in der Vorbereitung der Rede, dieser stellte ihm seinen Maulkorb vor: Er dürfe nicht erwähnen, dass das Apartheid regime das National Union of South African Students missbilligte und dass er von keinem Südafrikanischen Regierungsmitglied empfangen würde.
Von 18. August 1971 bis 1978 war er ständiger Vertreter der südafrikanischen Regierung beim Büro der Vereinten Nationen in Genf.